# 박상훈 (2005년)
박상훈(2005년 5월 2일 ~ )은 대한민국의 배우이다.

## 출연작

### 영화
- 2017년 《시간위의 집》 - 효제 역
- 2017년 《우리들의 일기》 - 어린 강수호 역 (윤성모 아역)
- 2017년 《대립군》 - 신성군 역
- 2017년 《로마의 휴일》 - 어린 강인한 역 (임창정 아역)
- 2018년 《타클라마칸》 - 준호 역
- 2018년 《그것만이 내 세상》 - 어린 김조하 역 (이병헌 아역)
- 2019년 《신의 한 수: 귀수편》 - 어린 귀수 역 (권상우 아역)
- 2021년 《킹덤스쿨-절대악-》 - 강태오 역
- 2022년 《경관의 피》 - 어린 최민재 역 (최우식 아역)
- 2022년 《아이를 위한 아이》 - 재민 역
- 2023년 《유령》 - 동호 역

### 드라마
- 2015년 TV조선 일요드라마 《위대한 이야기 - 이주일의 못생겨서 죄송합니다》 - 이창원 역
- 2015년 KBS2 금토드라마 《프로듀사》 - 어린 백승찬 역 (김수현 아역)
- 2016년 KBS2 TV소설 《내 마음의 꽃비》 - 어린 이강욱 역 (이창욱 아역)
- 2016년 JTBC 금토드라마 《마녀보감》 - 해란의 어린동생 역
- 2016년 MBC 주말드라마 《불어라 미풍아》 - 어린 조희동 역 (한주완 아역)
- 2016년 네이버 tvcast 금요드라마 《마음의 소리》 - 어린 조준 역 (이광수 아역)
- 2017년 SBS 수목드라마 《사임당, 빛의 일기》 - 원효 역
- 2017년 JTBC 금토드라마 《언터처블》 - 어린 장기서 역 (김성균 아역)
- 2017년 tvN 주말드라마 《화유기》 - 은성 역
- 2019년 SBS 금토드라마 《녹두꽃》 - 어린 백이강 역 (조정석 아역)
- 2019년 JTBC 월화드라마 《꽃파당: 조선혼담공작소》 - 어린 강 역 (장유상 아역)
- 2020년 KBS2 월화드라마 《본 어게인》 - 천종우 역
- 2020년 KBS2 수목드라마 《영혼수선공》 - 박루오 역
- 2020년 TV조선 주말드라마 《바람과 구름과 비》 - 이재황 역
- 2020년 SBS 월화드라마 《브람스를 좋아하세요?》 - 어린 박준영 역 (김민재 아역)
- 2020년 투니버스 웹드라마 《조아서 구독중 2》 - 문도진 역
- 2020년 SBS 금토드라마 《날아라 개천용》 - 어린 박태용 역 (권상우 아역)
- 2021년 KBS2 월화드라마 《달이 뜨는 강》 - 어린 영양왕 (고원) 역 (권화운 아역)
- 2021년 tvN 수목드라마 《더 로드: 1의 비극》 - 어린 백수현 역 (지진희 아역)
- 2021년 SBS 월화드라마 《홍천기》 - 어린 주향대군 역 (곽시양 아역)
- 2021년 Netflix 오리지널 드라마 《지옥》 - 어린 정진수 역 (유아인 아역)
- 2021년 Seezn 오리지널 드라마 《국가의 탄생》 - 국호연 역 (2020년 촬영)
- 2021년 채널A 월화드라마 《쇼윈도: 여왕의 집》 - 신태용 역
- 2022년 MBC 금토드라마 《내일》 - 어린 박중길 역 (이수혁 아역)
- 2022년 tvN 주말드라마 《환혼》 - 어린 장욱 역 (이재욱 아역)
- 2022년 KBS2 월화드라마 《법대로 사랑하라》 - 홍지훈 역
- 2022년 tvN 월화드라마 《미씽 : 그들이 있었다 2》 - 민승재 역
- 2023년 KBS2 월화드라마 《두뇌공조》 - 김호영 역
- 2025년 tvN 월화드라마 《원경》 - 충녕대군 역
- 2025년 U+모바일tv 오리지널 드라마 《퍼스트 러브》 - 선우 역
- 2025년 MBC 금토드라마 《맹감독의 악플러》 - 고화진 역
- 2025년 MBC 금토드라마 《노무사 노무진》 - 민욱 역

## 수상 및 후보
| 연도 | 시상식       | 부문               | 작품            | 결과 |
| ---- | ------------ | ------------------ | --------------- | ---- |
| 2021 | KBS 연기대상 | 남자 청소년 연기상 | 달이 뜨는 강    | 후보 |
| 2022 | KBS 연기대상 | 남자 청소년 연기상 | 법대로 사랑하라 | 후보 |